# IF Ådalen
IF Ådalen' er en dansk idrætsforening beliggende i den østjyske by Lime, og er den samlende idrætsforening for lokalområdet Ådalen i Syddjurs Kommune, som dækker byerne Skørring, Andi, Syvveje, Lemmer, Lime, Mygind, Mellemmølle, Fårup, Søby, Skader, Halling, Karlby, Termestrup, Hvilsager, Kastrup.